# Thank U, Next (singel)
Thank U, Next (stylizowany zapis: thank u, next) – utwór amerykańskiej piosenkarki i autorki tekstów Ariany Grande wydany 3 listopada 2018 roku nakładem wytwórni Republic Records jako główny singel promujący jej piąte wydawnictwo studyjne o tej samej nazwie (2019). Kompozycja, której twórcami tekstu są Grande, Victoria Monét, Tayla Parx, Njomza, Kaydence oraz jej producenci - Tommy Brown i duet Social House opowiada o tamtejszych związkach miłosnych piosenkarki.
Singel ten osiągnął sukces komercyjny, stając się pierwszym nagraniem Grande, które dotarło na szczyt prestiżowej listy Billboard Hot 100 pozostając całkowicie przez siedem tygodni, a także uplasował się na tej samej pozycji w dwunastu krajach, pokrywając się po dwóch tygodniach od wydania platynową płytą za sprzedaż 1 miliona kopii na terenie Stanów Zjednoczonych, a także osiągając przez 24 godziny 8,19 mln odtworzeń na całym świecie w serwisie streamingowym Spotify.
Oficjalny teledysk do nagrania wyreżyserowany przez Hannę Lux-Davis miał swoją premierę 30 listopada br. stając się jednym z najczęściej oglądanych videoklipów w ciągu doby w historii platformy YouTube kumulując razem ponad 55 mln wyświetleń. Czerpie on również inspiracje z takich ekranizacji, jak Dziewczyny z drużyny (2000), Legalna blondynka (2001), Wredne dziewczyny (2004) i Dziś 13, jutro 30 (2004).
Utwór był nominowany w pięciu kategoriach na 36. ceremonii wręczenia nagród MTV Video Music Awards.
W Polsce singel uzyskał status trzykrotnie platynowej płyty.